# Оркин, Рут
Рут Оркин (англ. Ruth Orkin; 1921—1985) — американский фотограф и режиссёр.

## Биография
Рут Оркин выросла в Голливуде, где её мать была актрисой немого кино. Свой первый фотоаппарат Рут подарили на её десятый день рождения — это был Univex, цена которого была чуть меньше 40 центов. Уже с 12 лет она стала делать хорошие снимки — сначала она фотографировала учителей и друзей, а затем и звезд Голливуда. В 17 лет она отправилась на велосипеде на всемирную выставку в Нью-Йорке делая множество снимков по пути. В 1939 году Оркин училась фотожурналистике в Городском колледже Лос-Анджелеса. Во время Второй мировой войны до переезда в Нью-Йорк она в 1943 году служила в Женском армейском вспомогательном корпусе.
Оркин переехала в Нью-Йорк в 1943 году и начала работать фотографом в ночных клубах. Позже она стала успешным внештатным фотографом, путешествуя по всему миру и продавая свои фотографии таким изданиям, как Life, Look и Ladies' Home Journal. Она посещала мероприятия Фотолиги, но вступила в неё официально только после того, как лига в 1947 году оказалась в чёрном списке министерства юстиции. В 1952 году Оркин вышла замуж за фотографа, режиссёра и члена Фотолиги Морриса Энджела. Оркин работала с Энджелом как редактор и сорежиссёр в нескольких независимых фильмах.
Оркин получила известность благодаря фотографии «Американка в Италии» (англ. American Girl in Italy), сделанной ею в 1951 году. На ней она запечатлела 23-летнюю Нинали Крейг (известную тогда как Джинкс Аллен). Оркин заметила, как мужчины смотрят на идущую по улице Аллен, и сфотографировала этот момент. Оркин попросила Аллен пройтись по улице снова, чтобы на всякий случай сделать ещё одну фотографию.
В 1970-х Оркин преподавала фотографию в Школе визуальных искусств и в Международном центре фотографии. Она умерла от рака в своей квартире на Манхэттене в возрасте 63 лет.

## Произведения

### Книги
- «Мир из моего окна» (A World Through My Window), Harper and Row, 1978
- «Фотожурнал» (A Photo Journal), The Viking Press, 1981
- «Другие фотографии из моего окна» (More Pictures from My Window), Rizzoli, 1983

### Фильмы
- «Маленький беглец» (The Little Fugitive), 1953
- «Любовники и леденцы» (Lovers and Lollipops), 1955